# Gen maestro
Un gen maestro, también conocido como gen regulador maestro, es un gen que actúa como factor clave controlando a otros genes, determinando su comportamiento y dirigiendo sus funciones.
Es el caso del gen Sxl, el gen maestro para el desarrollo sexual en el género de moscas Drosophila, el empalme diferencial controlado por este gen maestro determinará el sexo en el insecto. En humanos se puede observar un proceso similar.
- Datos: Q5876737